# Nemoura khasii
Nemoura khasii är en bäcksländeart som beskrevs av Aubert 1967. Nemoura khasii ingår i släktet Nemoura och familjen kryssbäcksländor. Inga underarter finns listade i Catalogue of Life.